# Rêves de Siam
Albums de Dan Ar Braz
Les îles de la mémoire
(1992) Theme for the green lands
(1994)
Rêves de Siam est le onzième album studio de Dan Ar Braz, paru en 1992. Il correspond à la bande originale du film du même nom.

## Conception
Bande originale du film Rêve de Siam d’Olivier Bourbeillon.

## Caractéristiques artistiques
La musique est toujours aussi folk, personnelle, avec cependant des moments un peu plus enlevés dû à la présence de la batterie de Gerry Conway. Seulement là on est dans un contexte particulier car c'est une bande originale de film, et Rêve de Siam rappelle fortement la bande originale très celtisante que Mark Knopfler, ancien leader de Dire Straits (et idole de Dan) avait écrite pour le film Cal en 1984. Concernant Dan lui-même, certains titres se rapprochent de la musique qu'il avait composée pour ses deux albums instrumentaux des années 1980, Musique pour les silences à venir (1985) aussi bien que Septembre Bleu (1988). Certains morceaux (Les Etoiles d'Anna, Le Rêve) font vraiment penser à De la presqu'île aux îles de Septembre Bleu. L'accordéon doux de Kirkpatrick agrémente le planant Lecture de Conrad, d'autres morceaux sont marqués par la batterie comme sur Le Seuil du Voyage, La Course Amère (la cornemuse y est particulièrement présente), Rêve de Siam...
Dan a tenu à "innover" un peu avec par exemple le piano de Rumeur, celui en mode "dream" de Rosko et Anna, la rythmique de guitare acoustique façon Stand Up Becassine (Frontières de Sel / Borders of Salt, 1991) sur Rosko Débarque, Le Thème de Monsieur avec sa fausse harpe et sa flûte, ou même un titre plus rock, Retour des Bagnards gentillet. On arrive enfin à la seule chanson de l'ensemble, qui a bien dû servir de générique au film, à savoir La Blanche, hommage à Brest.

## Fiche technique

### Liste des titres
| No  | Titre                 | Durée |
| --- | --------------------- | ----- |
| 1.  | Rêve de Siam          | 2:56  |
| 2.  | Roska débarque        | 1:10  |
| 3.  | Les étoiles d'Anna    | 1:23  |
| 4.  | Lecture de Conrad I   | 3:20  |
| 5.  | Le rêve               | 1:40  |
| 6.  | Lecture de Conrad II  | 1:37  |
| 7.  | Rosko et Anna         | 0:52  |
| 8.  | La course amère       | 2:47  |
| 9.  | Le vol de Paulot      | 1:13  |
| 10. | Retour des bagnards   | 2:19  |
| 11. | Rumeur                | 0:49  |
| 12. | Le thème de Monsieur  | 1:03  |
| 13. | Lecture de Conrad III | 1:07  |
| 14. | La valse              | 1:47  |
| 15. | Le seuil du voyage    | 3:16  |
| 16. | La blanche            | 3:00  |

### Crédits
- Musiques : Dan Ar Braz
- Le texte de 'La blanche' a été écrit par Manu Lann Huel
- Producteur exécutif : Dan Ar Braz
- Réalisation : Dan Ar Braz

#### Musiciens
- Dan Ar Braz : guitares chant
- Maartin Allcock : claviers, basse, mandoline
- Johm Kirkpatrick : accordéon
- Ronan Le Bars : tin whistle, uillean pipes, flûtes
- Gerry Conway : batterie

#### Techniciens
- Enregistrements : Tim Matyear aux studios Woodworm à Barford St Michael dans l'Oxfordshire
- Mastering : Simon Heyworth à Chop Em Out à Londres
- Design : Gilbert Le Traon
- Photos : Laurence Tremolet Et Patrick Daguzan
- Maquette : Guy Simon